# Duncan, 3. Earl of Fife
Duncan, 3. Earl of Fife (auch Duncan Macduff, Earl of Fife, Duncan (I), Earl of Fife oder Donnchadh, Earl of Fife) († 1154) war ein schottischer Magnat.

## Herkunft und Erbe
Duncan entstammte dem schottischen Clan MacDuff. Obwohl verschiedentlich behauptet wird, dass er ein Sohn von Gille Micheil, 2. Earl of Fife war, ist dies unbelegt. Wahrscheinlicher ist, dass er ein Sohn von Earl Constantine war und nach dem Tanistry-System um 1136 Nachfolger des verstorbenen Gille Micheil als Earl of Fife wurde.

## Rolle als führender schottischer Magnat

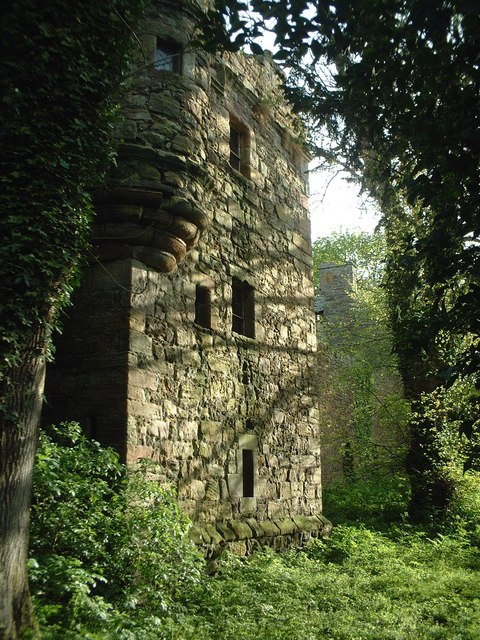
Ruine des von Earl Duncan geförderten Zisterzienserinnenklosters in North Berwick

Anders als seine Vorgänger nahm Duncan Fife als Lehen der schottischen Krone entgegen. Im Gegenzug schwor er, König David I. als Vasall zu dienen. Damit war er der erste gälische Mormaer, der das von den Anglonormannen übernommene Feudalsystem akzeptierte. Der genaue Umfang seiner Vasallenpflichten ist nicht bekannt, doch zweifellos forderte der König vor allem Duncans militärische Unterstützung. Er war ein loyaler Unterstützer der Könige aus der Canmore-Dynastie, und unter ihm wurde auch der Vorrang der Earls of Fife unter den schottischen Magnaten offensichtlich. Wie sein Vorgänger bezeugte er zahlreiche Urkunden von König David I., dabei nahm er wie sein Vorgänger auch eine führende Rolle unter den Zeugen der Urkunden ein. Nach dem Tod von Earl Henry, dem ältesten Sohn von König David, wollte der König 1152 die Thronfolger von Henrys ältestem Sohn Malcolm sichern. Dabei spielte Duncan als führender schottischer Magnat eine entscheidende Rolle. Der König übergab den zwölfjährigen Malcolm an Duncan, der dann mit diesem an der Spitze eines großen Aufgebots durch Schottland zog und Malcolm überall zum Thronerben ausrief. Diese Aufgabe sollte möglicherweise auch darauf hinweisen, dass Duncan nach dem Tod des Königs als inoffizieller Guardian für den minderjährigen König dienen sollte.

## Nachfolge
Duncan machte zwischen 1136 und 1150 Schenkungen zugunsten des Zisterzienserinnenklosters in North Berwick. Er gründete vermutlich die Hospitäler von Adross und North Berwick an den beiden Fähranlegestellen über den Firth of Forth. Diese Förderung von Reformorden anstelle der traditionellen keltisch geprägten Kirche förderte den Ausgleich in der Zeit des Übergangs der schottischen Gesellschaft vom keltischen zum Feudalrecht. Nach Duncans Tod 1154 wurde nicht gemäß dem Tanistry-System ein volljähriges Mitglied der Familie neuer Earl of Fife, sondern gemäß dem Feudalrecht erbte sein ältester Sohn Duncan (II) († 1204) den Titel, auch wenn dieser beim Tod seines Vaters noch minderjährig war. Eine Tochter von Duncan soll Harald Maddadsson, Earl von Orkney geheiratet haben.